# Edvard Andersen
Edvard Andersen var en norsk bokser som repræsenterede Idrettsforeningen Ørnulf. 
Han vandt en guldmedalje i vægtklassen letvægt i NM 1914 og
NM 1915. I 1915 fik han også Kongepokalen.